# Göteborgs sparbank

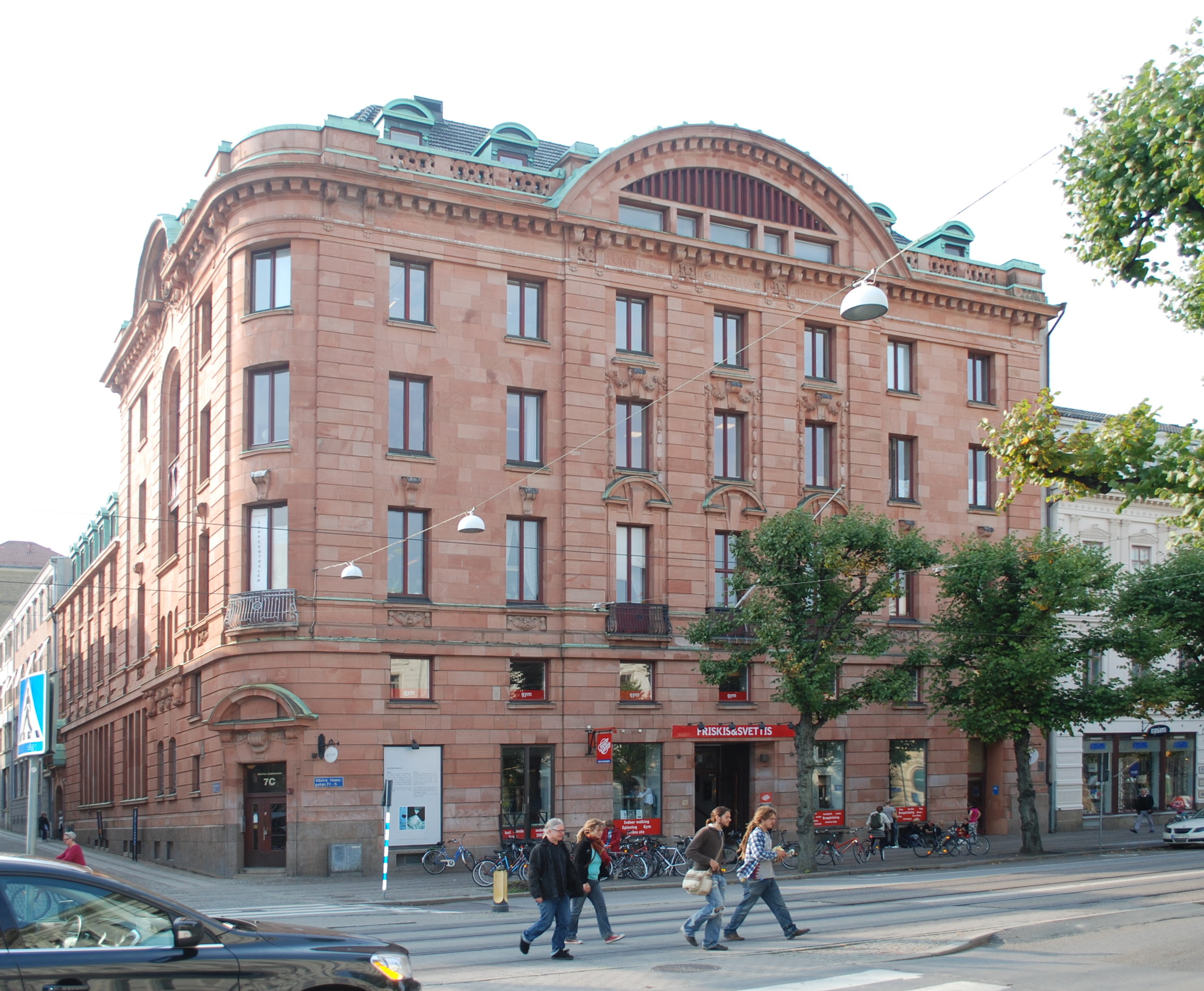
Det forna bankhuset på Västra Hamngatan 7 som banken förvärvade 1912.

Göteborgs sparbank i Göteborg var Sveriges första sparbank, grundad 1820 på initiativ av Eduard Ludendorff, som hade invandrat från Stettin i slutet av 1808. 
Den 8 september 1820 inför Ludendorff en annons i ett antal Göteborgstidningar: "Anhålles, att de Herrar, som hafwit den godheten att tekna sig för deltagande uti den projecterade allmänna Sparbanken för denna stad, behagade mangrant sammanträda uti Hr Bloms mindre sal Måndagen d. 11 dennes kl. 4 om eftermiddagen, för att wälja Directionen sig imellan samt öfwerenskomma om stadgarnes fastställande. Äfwen inbjudes alla dem, som ännu icke hafwit tillfälle få se planen, men äro willige att deruti deltaga, att bewista sammankomsten." De första stadgarna utformades på ett möte den 19 september, och den 7 oktober samma år klubbades dessa igenom.
 
Sparbankens första direktion hade följande utseende:
- Landshövding Axel Pontus von Rosen
- Biskop Carl Fredric af Wingård
- Grosshandlare Samuel Arfwidson, ordförande
- Grosshandlare Olof Wijk d.ä.
- Grosshandlare Anders Magnus Prytz
- Stadsmäklare Anders Leffler
- Juvelerare Johannes Daniel Blomsterwall
- Grosshandlare Eduard Ludendorff
- Grosshandlare Daniel Dahl

Den 28 oktober 1820 öppnades banken för allmänheten, med ett kapital av 758 kronor. De första lokalerna fanns på andra våningen av Frimurarnas barnhus på Drottninggatan 32, som man hyrde för 333 riksdaler banco per år. Den 1 mars 1821 anställdes en kamrer, Carl Sahlsteen.
Under sitt första verksamhetsår uppgick insättningarna till 48 056 kronor. År 1874 övertogs Karl Johans sparbank, vilket medförde att banken nu hade fyra kontor; Drottningtorget, Kusttorget och Stigbergstorget i Majorna samt Skolgatan i Haga.
Mot bakgrund av den expansion sparbanken fick under 1870-talet och 1880-talets början, blev den gamla sparbankslokalen i Frimurarehuset allt mindre lämpad. På sammanträdet den 23 september 1885 beslöts därför — efter förslag av ordförande Olof Wijk d.y. — att för 75 000 kronor förvärva tomten Drottninggatan 33. Den nya byggnad som här uppfördes, togs i bruk den 7 september 1887. Då Skånebankens fastighet vid Västra Hamngatan 7 blev ledig, förvärvade sparbanken denna för 600 000 kronor den 1 oktober 1912.  
År 1931 hade Göteborgs sparbank en omslutning på 120,9 miljoner kronor, varav egna fonder utgjordes av 7,8 miljoner, vilket innebär att Göteborgs sparbank 1931 var den tredje största av Sveriges enskilda sparbanker.
Göteborgs Sparbank fusionerades 1968 med Göteborgs och Bohus läns sparbank för att bilda Länssparbanken i Göteborg, vilken i sin tur gick samman med Sparbanken Stockholm 1982 och skapade Första Sparbanken, grunden i det som idag efter ytterligare ett antal fusioner utgör Swedbank.